# Тисмэняну, Леонте
Лео́нте Тисмэня́ну (рум. Leonte Tismăneanu, наст. имя Леон(ид) Моисеевич Тисминецкий или Тисменецкий; 26 февраля 1913, Сороки, Бессарабская губерния, Российская империя — февраль 1981, Бухарест, Социалистическая Республика Румыния) — деятель румынской коммунистической партии, участник коммунистического подполья 1930-х годов, политолог марксистского направления.

## Биография
Леонте Тисмэняну родился в бессарабском городке Сороки (теперь райцентр Сорокского района Молдавии) в еврейской семье. В 1930—1933 годах был активистом коммунистического союза молодёжи в Бухаресте, секретарём комитета по Второму (т. н. Чёрному) сектору; работал в Брэиле и Галаце. Член подпольной коммунистической партии Румынии с 1933 года. За участие в нелегальной организации в том же году был арестован и провёл 6 месяцев в тюрьме; после освобождения вернулся в Сороки, где был секретарём областного комитета партии. В следующем году вновь вернулся в Бухарест, исполнял обязанности секретаря парткома Третьего (т. н. Белого) сектора. В 1935 году повторно арестован Сигуранцей, отказался сотрудничать с органами и вновь был осуждён на 6 месяцев тюремного заключения.
В 1937 году вместе с женой — врачом Херминой Маркусон — в составе интернациональной бригады участвовал в боевых действиях гражданской войны в Испании, был ранен и потерял правую руку. В 1939 году отступил с интербригадой во Францию, откуда переехал в Советский Союз, поступил в Московский институт новых языков. В годы Великой Отечественной войны оставался в Москве, работал в румынском отделе комитета по радиовещанию вместе с Леонте Рэуту, Аной Паукер и Василе Лукой.
В 1948 году Тисмэняну вместе с группой экспатриантов был направлен в Румынию, где работал в аппарате Отдела пропаганды и агитации, а в 1952 году стал заместителем директора государственного издательства политической литературы (политиздат — Editura Politică) и возглавил кафедру марксизма Бухарестского университета им. К. И. Пархона. Одновременно заведовал кафедрой марксизма Школы общественных наук им. А. А. Жданова и работал редактором журнала «Проблемы мира и социализма» (Probleme ale pacii si socialismului).
В 1958—1960 годах подвергся критике за ревизионизм и уклонизм, в результате чего в мае 1960 года был исключён из партии. В 1959—1964 годах работал секретарём райкома района им. Т. Владимиреску по искусству и культуре. В 1964 году Тисмэняну был восстановлен в членах партии и назначен редактором издательства Editura Meridiane.
Сын Леонте Тисмэняну — Владимир Тисмэняну (р. 1951) — американский и румынский политолог, писатель, профессор Мэрилэндского университета, автор ряда трудов (в том числе книг) по современной истории стран Восточной Европы и коммунистического движения; возглавлял антикоммунистическую Президентскую комиссию по изучению коммунистической диктатуры в Румынии. Окончательное заключение этой комиссии было опубликовано в 2006 году.